# Dorocordulia libera

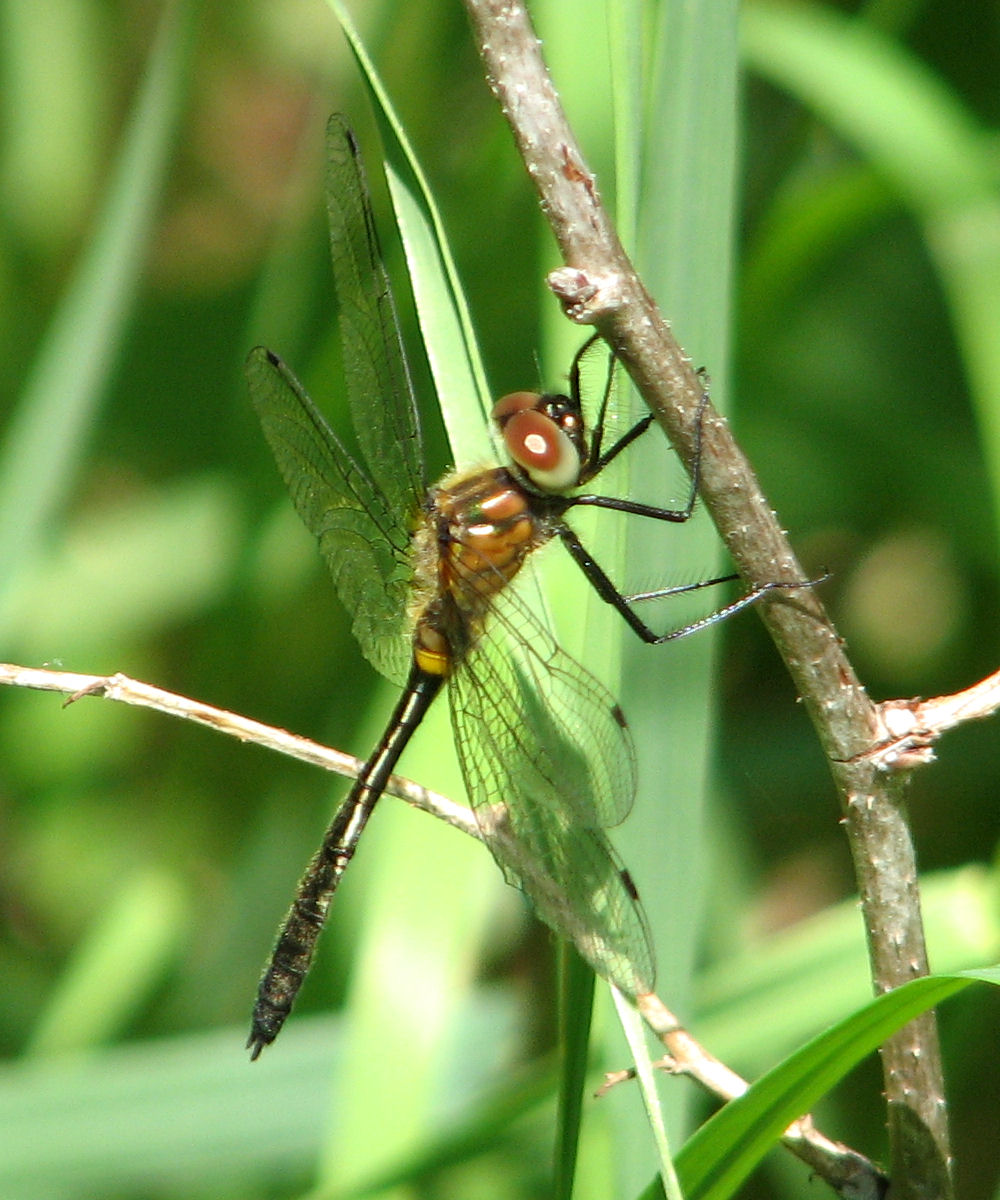
Nhìn từ bên

Dorocordulia libera (tên tiếng Anh là Racket-tailed Emerald), là một loài chuồn chuồn ngô thuộc họ Corduliidae có ở Bắc Mỹ.

## Hình ảnh

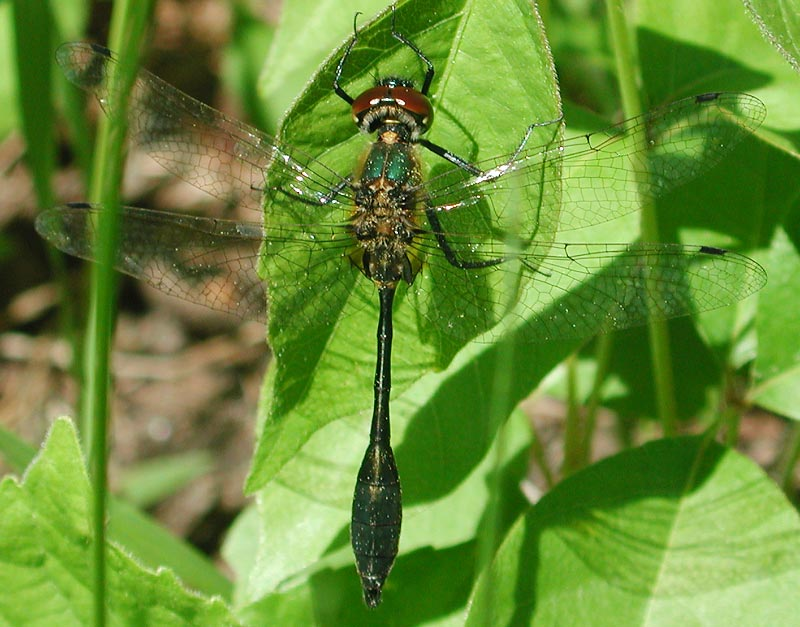